# Золочівська сільська територіальна громада
Золочівська сільська територіальна громада — територіальна громада в Україні, в Бориспільському районі Київської області. Адміністративний центр — село Гнідин.
Площа громади — 148,43 км², населення — 5779 осіб (2020).
Утворена 12 червня 2020 року шляхом об'єднання Вишеньківської та Гнідинської сільських рад Бориспільського району. Громаду названо на честь річки Золоча, яка протікає її територією.

## Населені пункти
У складі громади 3 села:
- Вишеньки
- Гнідин
- Петропавлівське

## Старостинські округи
- Вишеньківський
- Петропавлівський

## Масиви (урочища)
На території Золочівської територіальної громади станом на 2023 рік існували наступні місця проживання людей за межами населених пунктів:
- Бортничі (мали 6 вулиць і 4 провулки);
- Гатне (1 вулиця);
- Глибока долина (1 вулиця);
- Княже;
- Лісове (3 вулиці);
- Млиново (14 вулиць і 6 провулків);
- Нижні Бортничі (3 вулиці);
- Озеряни (1 вулиця);
- Осокорки (1 вулиця);
- Пегетина гора (1 вулиця);
- Перший шлюз (2 вулиці);
- Петропавлівське (7 вулиць);
- Святище (5 вулиць);
- Селище (1 вулиця);
- Третій відділок (10 вулиць і 1 провулок);
- Шевченків Хутір (1 вулиця).

19 травня 2023 року Золочівська сільська рада ухвалила рішення про зміну назв місць проживання за межами населених пунктів у Золочівській громаді з урочищ на масиви. 28 липня 2023 року Верховною Радою України було ухвалено закон № 3285, відповідно до якого компактні місця проживання людей за межами населених пунктів називаються поселеннями.

### Млиново
Масив Млиново (до травня 2023 року — урочище Млиново) знаходиться на півдні від Києва і межує зі столичним житловим масивом Осокорки. Станом на 2023 рік Млиново мало 14 вулиць та 6 провулків і за цим показником було найбільшим урочищем Золочівської громади.
У Млинові знаходяться дві спортивні споруди зі схожими назвами: Арена «Лівий берег» і стадіон «Лівий берег». Перша футбольна арена приймає домашні матчі команди «Лівий берег» у першій лізі чемпіонату України. На стадіоні «Лівий берег» відбувся, серед інших ігор, фінальний матч кубку України серед жінок 2021/22.